# Зигфрид Готвалд
Зигфрид Йоханес Готвалд (на немски: Siegfried Johannes Gottwald) е германски математик, логик, философ и историк на науката.

## Биография
Готвалд е роден в Лимбах, Саксония през 1943 година. От 1961 до 1966 година следва математика в Лайпцигския университет, където му е присъдена докторска степен през 1969 година и се хабилитира през 1977.
В Лайпцигския университет заема поста щатен професор по некласическа и математическа логика, където преподава от 1972 година до пенсионирането си през 2008 година. Основните области на научните му интереси са размити множества и размити методологии, многозначна логика и история на математиката. Гост-професор е на Варшавския университет и Полската академия на науките през 1972 и 1973 година, в Калифорнийския университет през 1991 година, в Техническия университет в Дармщат през 1992, и в Университета в Блумингтън, Индиана през 1998 година.
Публикува няколко книги по многозначна логика, размити множества и техните приложения, съавтор е на учебник по анализ и статии по история на логиката. Има принос и към Германския биографичен речник в областта на математиката, Lexikon berühmter Mathematiker. Член е на няколко научни асоциации, измежду които и Европейското общество за размита логика и технологии (EUSFLAT).
През 1992 година Готвалд е удостоен с изследователската награда „Technische Kommunikation“ на Фондация „Alcatel-SEL“ (днес „Alcatel-Lucent“). През 2009 година става почетен член („Fellow“) на Международната асоциация за размити системи (IFSA). От 2012 до 2015 е със статут на заслужил рецензент на Zentralblatt MATH. Водещ редактор в област „Логика“ на едно от най-реномираните списания в областта на размитите множества, Fuzzy Sets and Systems и член на редколегиите на няколко други списания. Постоянен член на програмния комитет на Линцкия семинар по теория на размитите множества.
В продължение на няколко години е бил заместник-декан на Факултета по социални науки и философия в Лайпцигския университет.
Женен с три деца.
Почива внезапно на 20 септември 2015 г.

## Източици
1. 1 2 3 4  Prof. Dr. Siegfried Gottwald, Nachruf //   Leipzig University, Institut für Philosophie.  Архивиран от оригинала на 2015-09-24. Посетен на 06.10.2015. (на немски)